# Australisk kejsarduva
Australisk kejsarduva (Ducula spilorrhoa) är en fågel i familjen duvor inom ordningen duvfåglar.

## Utseende
Australisk kejsarduva är en stor duva. Den är huvudsakligen vit, men med svarta vingar och svart stjärtspets. 

## Utbredning och systematik
Australisk kejsarduva förekommer på Aruöarna, Nya Guinea och närliggande öar, samt i norra och nordöstra Australien. Den behandlas som monotypisk, det vill säga att den inte delas in i några underarter. Vissa behandlar gräddfärgad kejsarduva (D. subflavescens) som underart till australisk kejsarduva.

## Status och hot
Arten har ett stort utbredningsområde, men tros minska i antal, dock inte tillräckligt kraftigt för att den ska betraktas som hotad. Internationella naturvårdsunionen IUCN listar arten som livskraftig (LC).

## Bilder

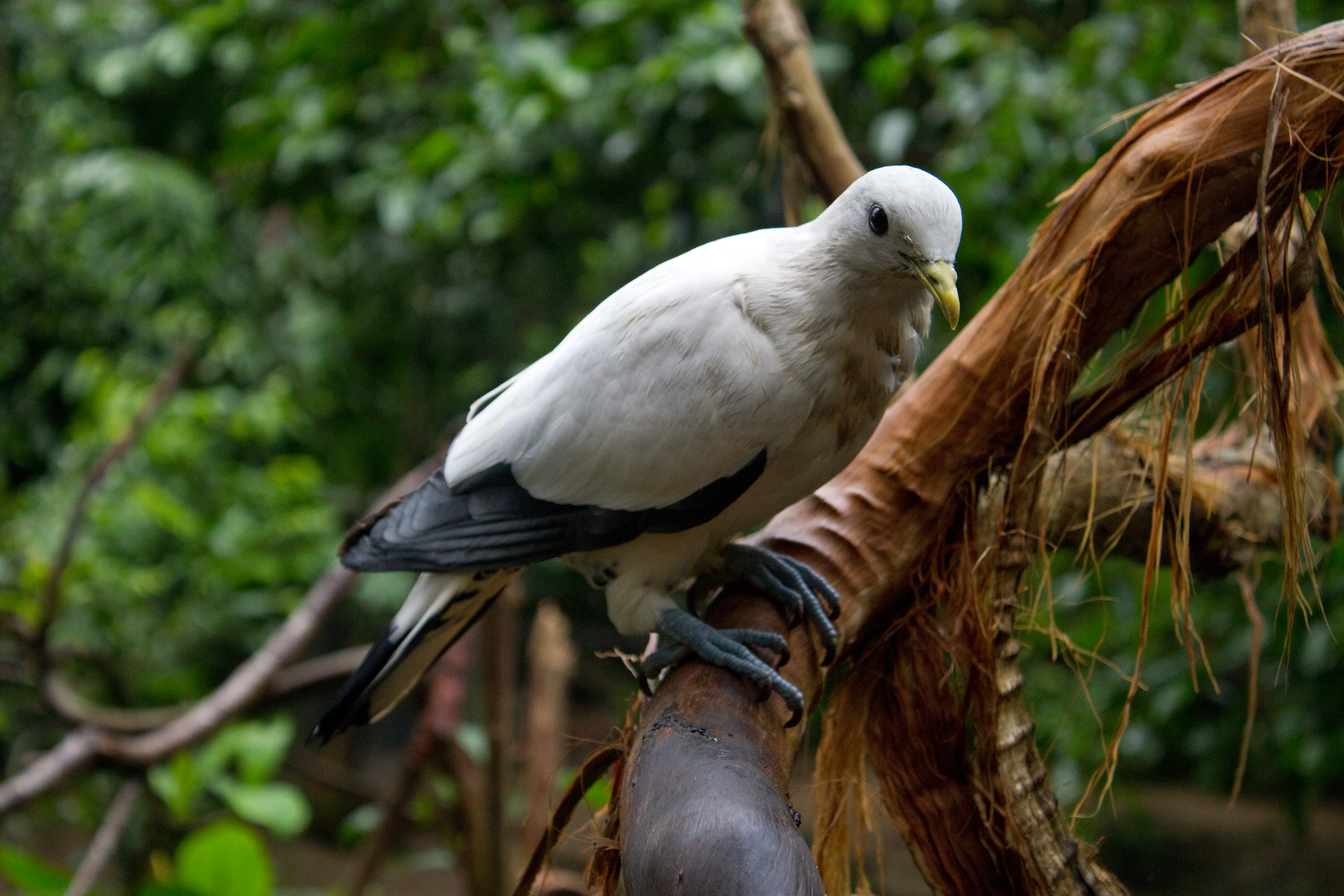
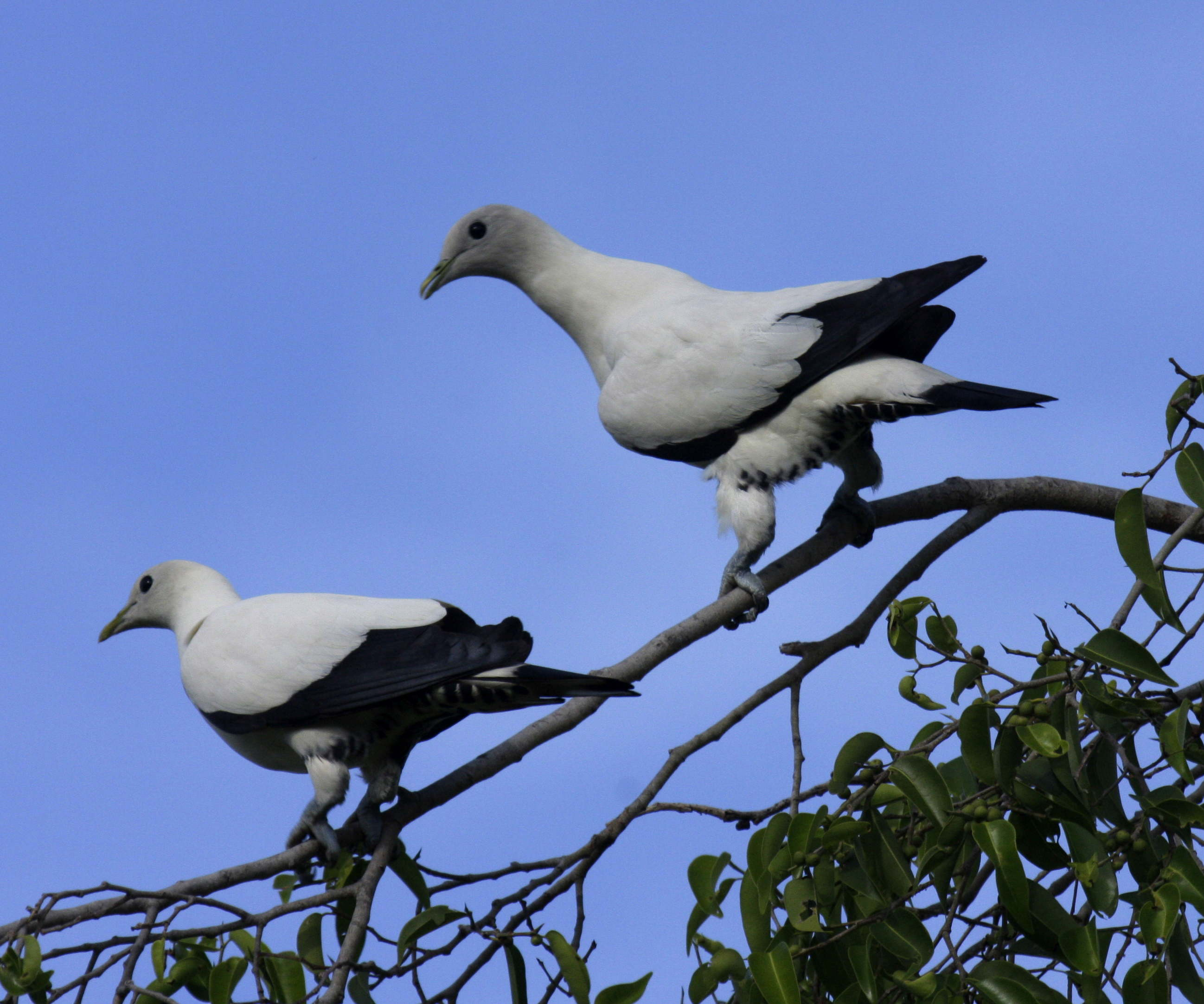
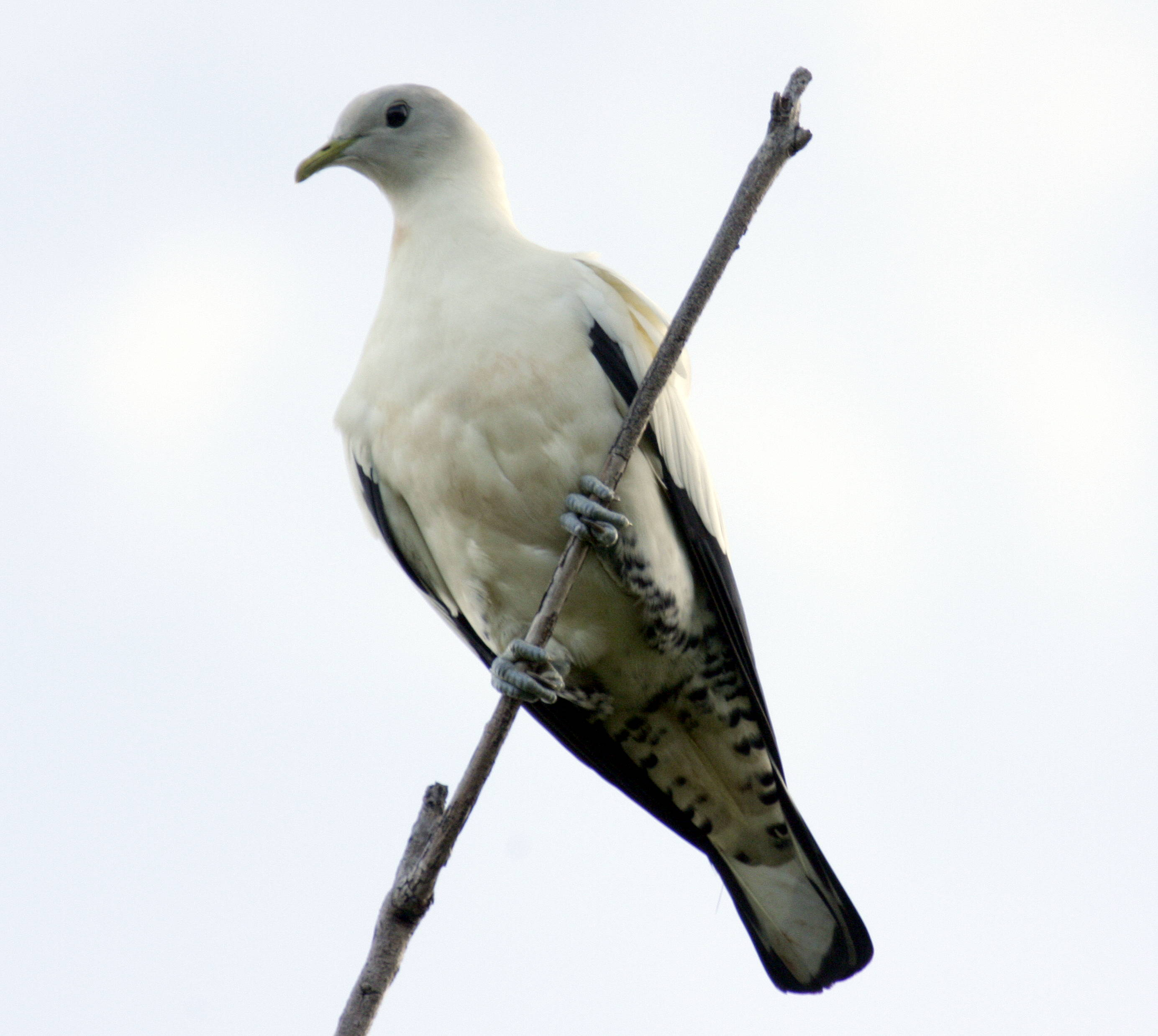
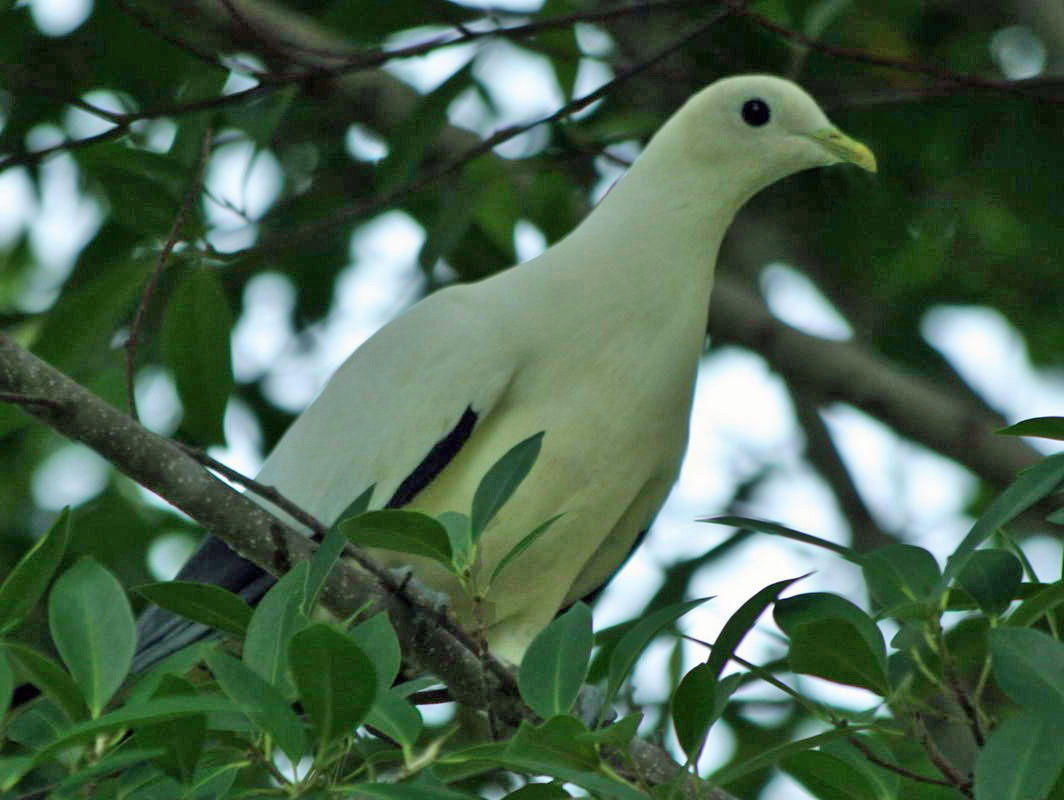